# Фельдшер (фільм)
«Фельдшер» («Il paramedico») — італійська кінокомедія фільм 1982 року, знята режисером Серджо Наскою, з Енріко Монтезано і Едвіж Фенек у головних ролях.

## Сюжет
Маріо працює фельдшером у лікарні, а його дружина Ніна більше зайнята телевізором, а не чоловіком. Несподівано він виграє у лотереї 15 мільйонів лір, але вирішує нікому про це не казати. Маріо таємно купує новий автомобіль і починає життя, про яке завжди мріяв. Проблеми починаються тоді, коли банда, що вчинила пограбування, викрадає його машину.

## У ролях
- Енріко Монтезано: Маріо Мільйо
- Едвіж Фенек: Ніна Мільйо
- Даніела Поджі: Перемога
- Россано Брацці: банкір Августо Пінна
- Енцо Каннавале: адвокат Дженерозо Галліна
- Марко Мессері: Спартако
- Енцо Робутті: комісар поліції
- Лео Гуллотта: заступник прокурора
- Мауро Ді Франческо: інфільтратор DIGOS
- Енцо Ліберті: швейцар
- Франко Діогене: Палетта, звалище
- П'єтро Зардіні: охоронець гаража
- Барбара Геррера: іпохондрик
- Карло Монні: агент DIGOS
- Уго Фангарежі: агент DIGOS

## Знімальна група
- Режисер: Серджо Наска
- Сценарій: Серджо Наска, Енріко Монтезано, Лаура Тоскано, Франко Маротта, Джанфранко Манфреді
- Продюсер: Фульвіо Лучізано
- Оператор: Джузеппе Акварі
- Монтаж: Енцо Січільяно
- Композитор: Армандо Тровальйолі